# 3-тє тисячоліття до н. е.
Третє тисячоліття до н. е. (III) — часовий проміжок з 3000 до 2001 року до н. е.

## Епохи
- пізній період трипільської культури;
- період бронзової доби;

## Події

### Балкани
- XXII століття до н. е. — Протогрецькі племена вторгаються на Балкани.

### Крит
- Близько 2500 до н. е. — правління царя Міноса.

### Межиріччя
- 2675 рік до н. е. — цар Гільгамеш домагається незалежності міста Урук.
- 2492 до н. е. — напівміфічний вірменський правитель Гайк розгромив ассирійське військо Бела[1][2].

### Вавилонія
- Близько 2047 до н. е. — засновано III династію Ура. Будівництво в Урі зикурата Етеменнігуру.

### Єгипет
- 2609 до н. е. — початок правління в Єгипті фараона Джосера. Створення кам'яної ступінчастої піраміди.
- 2590 до н. е. — помер правитель Єгипту фараон Джосер.
- Близько 2551 до н. е. — прихід до влади Хеопса.
- Близько 2160 до н. е. — закінчення епохи Стародавнього царства.
- 2040 до н. е. — утворення Середнього царства.

### Китай
- близько 2600 року до н. е. — легендарний Хуан-ді підпорядкував собі вождів окремих племен та створив першу міфічну китайську державу.

### Індія
- Харапска цивілізація в Індії.

### Східна Європа
- Зникнення Трипільської культури на території України та Молдови.
- Початок вирізнення праслов'ян з індоєвропейської спільності.

### Японія
- Поява в Японії перших рельєфних і циліндроподібних доґу.

## Відкриття
- близько 29 століття до н. е. — відкриття шумерами Перської затоки, хребта Загрос і Анатолійського плоскогір'я;
- близько 28 століття до н. е. — відкриття еламітами Іранського нагір'я, хребта Ельбрус і пустелі Деште-Кевір;
- 28—26 століття до н. е. — відкриття єгипетськими мореплавцями Суецької затоки, Червоного моря, Баб-ель-Мандебської протоки і східного узбережжя Африки від 30° до 12° північної широти;
- до 26 століття до н. е. — відкриття єгипетськими полководцями Східної Сахари, Лівійської, Аравійської і Нубійської пустель;
- близько 25 століття до н. е. — відкриття Сирійської пустелі і Мертвого моря (держава Ебла);
- близько 25 століття до н. е. — відкриття шумерами північно-східного узбережжя Аравійського півострова;
- близько 25—20 століть до н. е. — відкриття Індійського океану, Аравійського моря, Ормузької протоки, Оманської затоки, північно західного узбережжя Азії, Індо-Гангської рівнини, пустелі Тар, Гімалайських гір, півострова Індостан, острова Шрі-Ланка, плато Декан, Західних і Східних Гат, Бенгальської затоки (міста-держави Хараппської цивілізації).

## Століття
- XXX століття до н. е.
- XXIX століття до н. е.
- XXVIII століття до н. е.
- XXVII століття до н. е.
- XXVI століття до н. е.
- XXV століття до н. е.
- XXIV століття до н. е.
- XXIII століття до н. е.
- XXII століття до н. е.
- XXI століття до н. е.